# Pat Quinn (ishockeyspelare)
John Brian Patrick "Pat" Quinn, OC, född 29 januari 1943 i Hamilton, Ontario, död 23 november 2014 i Vancouver, British Columbia, var en kanadensisk ishockeyspelare, tränare och general manager.

## Spelare och tränare
Quinn spelade 606 NHL-matcher som back för Toronto Maple Leafs, Vancouver Canucks och Atlanta Flames och gjorde 18 mål och 113 assist för totalt 131 poäng. Han samlade också på sig 950 utvisningsminuter.
Som tränare i NHL nådde han två Stanley Cup-finaler, 1980 med Philadelphia Flyers och 1994 med Vancouver Canucks. Quinn vann Jack Adams Award som årets tränare säsongen 1979–80 med Philadelphia Flyers och säsongen 1991–92 med Vancouver Canucks. Han har också varit tränare för Los Angeles Kings, Toronto Maple Leafs och Edmonton Oilers. I Vancouver Canucks och Toronto Maple Leafs fungerade Quinn även periodvis som general manager.
Som tränare för Kanadas ishockeylandslag vann Quinn OS-guld 2002 och World Cup 2004.

## Statistik
| 1958–59    | Hamilton Tiger Cubs | OHA        | 20  | 0  | 1   | 1   | 0   | —  | — | — | — | —  |
| 1959–60    | Hamilton Tiger Cubs | OHA        | 27  | 0  | 1   | 1   | 0   | —  | — | — | — | —  |
| 1963–64    | Knoxville Knights   | EHL        | 72  | 6  | 31  | 37  | 217 | —  | — | — | — | —  |
| 1964–65    | Tulsa Oilers        | CPHL       | 70  | 3  | 32  | 35  | 202 | 3  | 0 | 0 | 0 | 0  |
| 1965–66    | Memphis Wings       | CPHL       | 67  | 2  | 16  | 18  | 135 | —  | — | — | — | —  |
| 1966–67    | Seattle Totems      | WHL        | 35  | 1  | 3   | 4   | 49  | 5  | 0 | 0 | 0 | 2  |
| 1966–67    | Houston Apollos     | CPHL       | 15  | 10 | 3   | 3   | 36  | —  | — | — | — | —  |
| 1967–68    | Tulsa Oilers        | CPHL       | 51  | 3  | 15  | 18  | 178 | 11 | 1 | 4 | 5 | 19 |
| 1968–69    | Tulsa Oilers        | CHL        | 17  | 0  | 6   | 6   | 25  | —  | — | — | — | —  |
| 1968–69    | Toronto Maple Leafs | NHL        | 40  | 2  | 7   | 9   | 95  | 4  | 0 | 0 | 0 | 13 |
| 1969–70    | Tulsa Oilers        | CHL        | 2   | 0  | 1   | 1   | 6   | —  | — | — | — | —  |
| 1969–70    | Toronto Maple Leafs | NHL        | 59  | 0  | 5   | 5   | 88  | —  | — | — | — | —  |
| 1970–71    | Vancouver Canucks   | NHL        | 76  | 2  | 11  | 13  | 149 | —  | — | — | — | —  |
| 1971–72    | Vancouver Canucks   | NHL        | 57  | 2  | 3   | 5   | 63  | —  | — | — | — | —  |
| 1972–73    | Atlanta Flames      | NHL        | 78  | 2  | 18  | 20  | 113 | —  | — | — | — | —  |
| 1973–74    | Atlanta Flames      | NHL        | 77  | 5  | 27  | 32  | 94  | 4  | 0 | 0 | 0 | 6  |
| 1974–75    | Atlanta Flames      | NHL        | 80  | 2  | 19  | 21  | 156 | —  | — | — | — | —  |
| 1975–76    | Atlanta Flames      | NHL        | 80  | 2  | 11  | 13  | 134 | 2  | 0 | 1 | 1 | 2  |
| 1976–77    | Atlanta Flames      | NHL        | 59  | 1  | 12  | 13  | 58  | 1  | 0 | 0 | 0 | 0  |
| NHL totalt | NHL totalt          | NHL totalt | 606 | 18 | 113 | 131 | 950 | 11 | 0 | 1 | 1 | 21 |